# Хитлерюгенд
Хитлерюгенд (на немски: Hitlerjugend, „Хитлерова младеж“) е младежката организация на Националсоциалистическата германска работническа партия, просъществувала от 1922 до 1945 година. Създадена е през 1922 г. като младежка секция – Jugendbund (Младежки съюз), за млади мъже между 14 и 18 години. Остава под командването на СА до май 1932 г. От 1933 до 1945 г. е единствената официална младежка организация в Германия и е частично паравоенна.
С капитулирането на Нацистка Германия през 1945 г., организацията де факто прекратява съществуването си. На 10 октомври 1945 г. заедно с други нацистки организации е обявена за нелегална.

## Корени
През 1922 г. базираната в Мюнхен нацистка партия създава официалната си младежка организация Jugendbund der NSDAP. Тя е обявена на 8 март 1922 г. във „Фьолкишер Беобахтер“, а учредителното ѝ заседание се състои на 13 май същата година. Друга младежка група е създадена през 1922 г. като Jungsturm Adolf Hitler. Основана в Мюнхен, Бавария, тя служи за обучение и приемане на бъдещи членове на Sturmabteilung (SA), главното паравоенно крило на нацистката партия по онова време. Една от причините, поради която Хитлеровата младеж се появява, произтича от факта, че в Германия преди и особено след Първата световна война има много младежки движения. Тези младежки организации са създадени за различни цели – някои са религиозни, а други – идеологически, но по-важни сред тях са онези, създадени по политически причини, като „младите консерватори“ или „младите протестанти“. Щом Хитлер изгрява на революционната сцена, преходът от привидно безобидни младежки движения към политически субекти, фокусирани върху Хитлер, е бърз.
Следвайки неуспешният Бирен пуч (през ноември 1923 г.), нацистките младежки групировки изглеждат разпуснати, но много елементи просто излизат в нелегалност, работейки в малък състав. През април 1924 г. Jugendbund der NSDAP е преименувана на Grossdeutsche Jugendbewegung. На 4 юли 1926 г. Grossdeutsche Jugendbewegung е официално преименувана на Hitler Jugend Bund der deutschen Arbeiterjugend. Това събитие се състои година след като самата партия е реорганизирана. Идеолог на реорганизацията е Курт Грубер, студент по право от Плауен в Саксония.
След кратка борба за надмощие със съперническа организация – Schilljugend, Грубер и неговата Schilljugend стават официалната младежка организация на Нацистката партия. През юли 1926 г. тя е преименувана на Хитлерюгенд и за първи път официално се превръща в неразделна част от Sturmabteilung. Името Хитлерюгенд е възприето по предложение на Ханс Северус Зиглер. До 1930 г. Хитлерюгенд е приела над 25 000 момчета на 14 и повече години. Те също така създават младши клон, Deutsches Jungvolk (DJ), за момчета на възраст между 10 и 14 години. Момичета от 10 до 18 имат своя собствена успоредна организация, Лигата на германските момичета.
През април 1932 г. канцлерът Хайнрих Брюнинг забранява движението Хитлерюгенд, в опит да се спре широкото политическо насилие. Но през юни наследникът на Брюнинг като канцлер, Франц фон Папен отменя забраната като начин да успокои Хитлер, бързопоходната политическа звезда. Друг значителен тласък на експанзията започва през 1933 г., след като Балдур фон Ширах е назначен от Хитлер за първия Reichsjugendführer (Младежки лидер на Райха). Всички младежки организации стават под контрола на Ширах.

## Доктрина
Членовете на Хитлеровата младеж са смятани за гаранти за бъдещето на Нацистка Германия и са индоктринирани в нацистката идеология, включително расизма. Хитлеровата младеж се възползва от много от дейностите си в областта на движението „скаут“ (което е забранено през 1935 г.), включително къмпинг и туризъм. С течение на времето обаче, то се променя в съдържание и намерение. Например, много дейности приличат на военно обучение, с обучение по оръжия, схеми за нападение и основни тактики. Целта е да се вдъхнови мотивацията, която да позволи на своите членове да се борят вярно за Нацистка Германия като войници. Има голям акцент върху физическата годност, твърдостта и военното обучение, отколкото върху академичните изследвания.
Хитлерюгенд е използвана да разруши църковните младежки групи, а в антицърковна индоктринация, използва се за шпиониране на религиозни класове и библейски изследвания и се намесва в посещаването на църквата. Програмите за образование и обучение на Хитлерюгенд са предназначени да подкопаят ценностите на традиционните елитарни структури на германското общество заедно с техните привилегии. Тяхното обучение има за цел унищожаването на социалните и интелектуалните различия между класовете, за да бъде заменено и доминирано от политическите цели на тоталитарната диктатура на Хитлер. Освен насърчаването на доктрината за безкласност, е осигурено допълнително обучение, което да обвърже враговете, идентифицирани от държавата, като евреите с предишното поражение на Германия през Първата световна война и социалния упадък. Както историкът Ричард Еванс отбелязва: „Песните, които пеели, са нацистки песни, книгите, които четат, са нацистки книги“.

## Униформи
Летните униформи се състоят от черни къси панталони и тениска с джобове, носени с черна вратовръзка, с очила, обикновено закачени под яката. Шапките са барета, но това е отхвърлено от HJ през 1934 г. Използван флаг е червено-бяло-червено раирано знаме с черна свастика в средата, в бял диамант.

## Организиране
Хитлерюгенд е организирана в корпус с възрастни лидери, а общото членство на HJ се състои от момчета на възраст от 14 до 18 години. Хитлерюгенд е организирана в местни клетки на общностно ниво. Такива клетки имат седмични срещи, на които различни нацистки доктрини са преподавани от възрастни лидери. Регионалните лидери обикновено организират митинги и полеви учения, в които участват няколко десетки хитлеристки младежки клетки. Най-голямото събиране обикновено се провежда ежегодно в Нюрнберг, където членове от цяла Германия се събират за ежегодното нацистко шествие. Тъй като HJ и BDM се считат за напълно „арийски“ организации от нацистки официални лица, предбрачният секс действително е насърчаван в техните редици.
Хитлеровата младеж поддържа академии за обучение, сравними с подготвителните училища, предназначени да подхранват бъдещите нацистки партийни лидери. Също поддържа няколко корпуса, предназначени да развиват бъдещи офицери за Вермахта (въоръжените сили). Корпусът предлага специализирано основно обучение за всяко конкретно оръжие, за което членът в крайна сметка е бил предназначен. Морската Хитлерова младеж, например, служи като помощник на Крийсмарине.

## Членство
През 1923 г. младежката организация на нацистката партия има малко над 1200 членове. През 1925 г., когато нацистката партия е възстановена, членството нараства до над 5000 души. 5 години по-късно, националното членство възлиза на 26 000. До края на 1932 г. тя е със 107 956 члена. Нацистите идват на власт през 1933 г., а членството на Хитлерюгенд нараства драматично до 2 300 000 членове до края на същата година. Голяма част от тези увеличения идват от насилствените придобивания на други младежки организации. През 1934 г. законът обявява, че Хитлеровата младеж е единствената законно разрешена младежка организация в Германия и заявява, че „цялата германска младеж в Райха е организирана в рамките на Хитлеровата младеж“.
До декември 1936 г. членството достига над 5 милиона. Същия месец членството става задължително за „арийците“, съгласно Закона за младежките права на Хитлер (Gesetz über die Hitlerjugend). Това правно задължение е потвърдено през март 1939 г. с Jugenddienstpflicht (Задължение за младежка служба), което обвива всички младежи от Германия – дори ако родителите са възразили. Родителите, които отказват да позволят на децата си да се присъединят, са обект на разследване от страна на властите. Оттогава преобладаващата част от тийнейджърите в Германия принадлежат към Хитлеровата младеж. До 1940 г. тя има 8 милиона членове.
Студентите, които не се присъединяват, често трябва да пишат есета със заглавия като „Защо не съм в Хитлеровата младеж?“ Те също са предмет на чести подигравки от учители и съученици и дори би могло да им се откаже диплома, както и невъзможност да бъдат приети в университета. Редица работодатели отказват да предлагат чиракуване на всеки, който не е член на Хитлеровата младеж. До 1936 г. тя има монопол върху всички младежки спортни съоръжения в Германия, които ефективно блокират нечленуващите.

## Втора световна война
На 1 май 1940 г. Артур Аксман е назначен за заместник на Ширах, който наследява като ръководител на Хитлерюгенд на 8 август 1940 г. Аксман започва реформи на групата в спомагателна войска, която да може да изпълнява военни задачи. Хитлеровата младеж става активна сред немските противопожарни бригади и помага с възстановителните усилия в немските градове, засегнати от съюзническите бомбардировки. Хитлерюгенд помага и в организации като Имперската пощенска служба, Имперските железници и други правителствени предприятия. Членовете на Хитлеровата младеж помагат и на армията и се включват сред ПВО екипажите.
Към 1943 г. нацистките водачи започват на превръщат Хитлерюгенд във военна резерва, за да могат да възстановяват войските, които намаляват, поради големите военни загуби. Идеята за дивизия на Вафен-СС, съставена от членове на Хитлерюгенд първоначално е предложена от Аксман на Хайнрих Химлер в началото на 1943 г. Планът за бойна дивизия на Хитлеровата младеж, предвиждан през 1926 г., е предаден на Хитлер за одобрение. Той го одобрява през февруари и Готлоб Бергер е натоварен със задачата по вербуването. Фриц Вит от 1-ва СС дивизия Лайбщандарт СС Адолф Хитлер е назначен за дивизионен командир.
През 1944 г. е разгърната 12-а СС танкова дивизия Хитлерюгенд по време на битката за Нормандия срещу британските и канадските сили северно от Кан. Почти 20 000 немските младежи участват в опита да се отблъсне съюзническото нахлуване. И докато първоначално изкарват от строя 28 канадски танка, те накрая губят 3000 души, преди настъплението в Нормандия да завърши. През следващите месеци дивизията си спечелва репутация със свирепост и фанатизъм. Когато Вит е убит от съюзническа корабна артилерия, СС-Бригадефюрер Курт Майер поема командването на дивизията.
Докато немските жертви растат в комбинацията с операция „Багратион“ и Лвовско-Сандомирската операция на изток и операция Кобра на запад, членовете на Хитлерюгенд се вербуват на все по-ранна възраст. Към 1945 г. Фолксщурм редовно набира 12-годишни младежи в Хитлерюгенд. По време на битката за Берлин Хитлерюгенд на Аксман съставлява голяма част от последната немска защитна линия. Младежите са едни от най-ожесточените бойци. Въпреки че командирът в града, генерал Хелмут Вайдлинг, нарежда на Аксман да разпусне бойните формирования на Хитлерюгенд, в суматохата тази заповед така и не се изпълнява. Остатъците от младежката бригада понасят тежи загуби от настъпващите съветски сили.

## След войната
Организацията на Хитлеровата младеж е разпусната от съюзническите власти в хода на процеса по денацификация. Някои членове на Хитлерюгенд са подозирани във военни престъпления, но, тъй като са деца, не са правени големи усилия за повеждането им под отговорност. Въпреки че Хитлерюгенд никога не е обявена за престъпна организация, нейното възрастно ръководство се счита за покваряващо мозъците на младите немци. Много от възрастните лидери на Хитлерюгенд са осъдени от съюзническите власти, а Балдур фон Ширах е осъден на 20 години затвор, като така и не разкрива нищо полезно относно сътрудничеството между СС и Хитлерюгенд. Все пак, той е осъден за престъпления срещу човечеството, поради действията си като гаулайтер на Виена, а не заради ръководството си на Хитлерюгенд, тъй като Артур Аксман служи като функциониращ лидер на Хитлерюгенд след 1940 г. Аксман получава присъда от 39 месеца затвор през май 1949 г., но не е намерен за виновен за военни престъпления. През 1958 г. съдът в Западен Берлин го глобява с 35 000 марки, поради индоктринация на немската младеж с нацизъм до края на войната, но заключава, че не е извършвал престъпления срещу човечеството.
Немските деца, родени през 1920-те и 1930-те години, по времето на Студената война вече са станали възрастни. Тъй като членството в Хитлерюгенд става задължително след 1936 г., не е нито учудващо, нито рядко срещано, че високопоставени лица в Западна и в Източна Германия са били членове на Хитлеровата младеж. Не са правени особени усилия за съставянето на черен списък с политически фигури, които са били членове, тъй като повечето от тях реално не са имали избор.
След капитулацията на Нацистка Германия Хитлерюгенд, както и всички нацистки организации, са официално забранени от Контролния съвет на Съюзниците на 10 октомври 1945 г., а по-късно са забранени и от наказателния кодекс на Германия.